# Arriano
Lucio Flavio Arriano (in greco antico: Ἀρριανός?, Arrianós; latino: Lucius Flavius Arrianus; Nicomedia, 90 circa – Atene, 175 circa) è stato uno storico, politico e generale romano.

## Biografia
Arriano, di etnia greca, nacque intorno al 90  nella città costiera di Nicomedia (oggi Izmit), la capitale della provincia romana di Bitinia, nel nord-ovest della Turchia, a sessanta miglia da Bisanzio. Fu cittadino romano e in quanto tale poté fregiarsi dei tria nomina latini Lucio Flavio Arriano (Lucius Flavius Arrianus), oltre a svolgere, nella sua città, funzioni di sacerdote del culto di Demetra e Persefone, come da lui stesso evidenziato in seguito nella sua opera Bithyniakà. 
Studiò, poi, forse intorno al 108, filosofia a Nicopoli in Epiro, sotto la guida dello stoico Epitteto, del quale trascrisse gli insegnamenti nel Manuale e nelle Diatribe, dedicate a Lucio Gellio di Corinto, il cui figlio avrebbe poi proposto l'erezione di una statua per Arriano stesso. In quel periodo, intorno agli anni 111-114, Arriano entrò nel consilium di Gaio Avidio Nigrino, governatore di Acaia, divenendo, inoltre, amico intimo del futuro imperatore Adriano.
Molto poco si sa della sua successiva carriera, anche se è probabile che operasse in Gallia e sul Danubio, ed è possibile che fosse presente in Betica e Partia fino all'assunzione della carica di console nel 129 o 130. Fu, probabilmente, in questo periodo che intraprese a scrivere la sua opera più importante, la Anabasi di Alessandro e, a completamento, gli Ἰνδικά (Indikà), un resoconto del viaggio della flotta di Alessandro dall'India al Golfo Persico sotto il comando di Nearco.
Nel 131 fu nominato governatore della provincia di Cappadocia e comandante delle legioni romane sulla frontiera con l'Armenia. Quando, nel 135, la frontiera fu minacciata da una invasione di Alani, Arriano li respinse con successo:
(Cassio Dione, LXIX 15, 1 - trad. A. D'Andria)
In base a tale esperienza, Arriano in seguito scrisse un trattato militare intitolato Ἔκταξις κατὰ Ἀλανῶν (Èktaxis katà Alanṑn), oltre ad una Tattica (Τέχνη Τακτική, tèchnē Taktikḕ), in cui descrisse come avrebbe organizzato le legioni e truppe ausiliarie a sua disposizione, tra cui le legioni XII Fulminata e XV Apollinaris. Risale a questo periodo anche un breve resoconto di un giro d'ispezione della costa del Mar Nero nella tradizionale forma del periplo, indirizzato all'imperatore Adriano, il Periplo del Ponto Eusino.
Arriano lasciò la Cappadocia poco prima della morte del suo amico Adriano, nel 138, e non ci sono testimonianze di eventuali ulteriori incarichi pubblici fino al 145/146, quando fu eletto arconte onorario a Atene, dopo essere stato insignito della cittadinanza, che lasciò in eredità ai discendenti, come prova la menzione, in un'epigrafe, di un Flavio Arriano (probabilmente un nipote) come pritano. Ad Atene, Arriano si dedicò alla storia e alla scrittura di opere ispirate al modello tematico di Senofonte, scrivendo anche una storia dei Diadochi, Dopo Alessandro, che fu, probabilmente, lasciata incompiuta per la sua morte, avvenuta durante gli ultimi anni dell'impero di Marco Aurelio.

## Opere

Alexandri anabasis, 1575. Dalla Biblioteca europea di informazione e cultura

Le opere di Arriano spaziano dalla geografia all'arte militare alla storiografia, aspetti nei quali il bitinio risultava, già a dire degli antichi, molto competente e che condivise con Senofonte, tanto da soprannominarsi "nuovo Senofonte".

### Opere perdute
Totalmente perdute, tranne alcune menzioni, sono una Vita di Dione e una Vita di Timoleonte, oltre che una, dubbia, biografia del brigante Tilliboro.  
Legata alla sua impresa del 135 era una Storia degli Alani, mentre i Bithyniakà in 8 libri (di cui restano 72 frammenti) erano una storia della sua Bitinia, citata da Fozio, che ne parafrasa il proemio: 
(Trad. A. D'Andria)
Di notevole interesse doveva essere la Storia Partica, il cui obiettivo essenziale era quello di stabilire le diverse fasi della guerra partica di Traiano (114-117). Di quest'opera, in 17 libri, Fozio ha conservato solo una breve notizia, ma gli importanti frammenti conservati soprattutto dalla Suda contribuiscono a ricostruirne parzialmente il contenuto.
Ancora, ad Arriano gli antichi attribuivano due opere scientifiche, Sulla natura delle comete e Sulle cose celesti, di cui restano 6 frammenti, quasi tutti trasmessi da Giovanni Stobeo.

### Opere pervenute
Opere a tema geostorico sono il già citato Periplo del Ponto Eusino (Περίπλους Εὐξείνου πόντου), resoconto di un viaggio di servizio nell'Est del Ponto Eusino, con due parti che completano l'itinerario del Mar Nero e gli Indikà (Ἰνδικὴ συγγραφή), opera storico-geografica sull'India, per la quale si servì dei contributi di Nearco (ammiraglio di Alessandro) e di Megastene, scritta in dialetto ionico che vorrebbe riprodurre quello di Erodoto.

Più propriamente storiografiche sono due opere dedicate al periodo di Alessandro e dei Diadochi. 
La prima, Anabasi di Alessandro (Ἀνάβασις Ἀλεξάνδρου), è un'opera sulle vicende di Alessandro Magno. Cominciata ad Atene, risente dell'influenza di Senofonte, e per il titolo Anabasi e per la divisione in 7 libri. Fonti dell'opera, alla cui attendibilità egli tiene molto, sono i resoconti di Tolomeo I e Aristobulo. Arriano propone anche una netta distinzione, nella scelta degli argomenti, tra la tradizione più seria (di cui egli si serve) e la cosiddetta vulgata, a carattere più fantasioso e aneddotico (iniziata da Clitarco e ripresa poi da Diodoro Siculo). 
Come completamento dell'opera su Alessandro furono scritti gli Eventi dopo Alessandro (Tὰ μετὰ Ἀλέξανδρον), 10 libri sui diadochi, più precisamente sul periodo 323-321, forse incompiuti, opera a noi nota dal riassunto fatto da Fozio, da un frammento rinvenuto nel 1886 in un palinsesto del X secolo, forse da un papiro del I secolo e da un frammento rinvenuto nel 1977 in un palinsesto dei secoli XIV-XV, appartenente alla Biblioteca dell'Università di Göteborg.
Di tipo senofonteo e legate agli interessi militari di Arriano sono il Cinegetico, un trattato sulla caccia, la Tattica (Τέχνη τακτική), trattato di arte militare molto simile alle opere di Eliano Tattico e di Asclepiodoto e lo Schieramento contro gli Alani ( Ἔκταξις κατὰ Ἀλανῶν), trattato sullo scontro tra un esercito romano comandato da Arriano stesso e un esercito di Alani, citato, come detto, già da Cassio Dione.

Ad Arriano si deve, infine, anche la trascrizione delle lezioni del maestro Epitteto, che raccolse nelle Diatribe (Διατριβαὶ Ἐπικτήτου), di cui rimangono quattro libri  e nel Manuale (᾿Εγχειρίδιον Ἐπικτήτου). Arriano volle, probabilmente, porsi nei confronti del maestro come Senofonte si poneva nei confronti di Socrate, affermandosi come registratore fedele delle parole di Epitteto, di cui avrebbe scritto anche una Vita.
Tali opere, infatti, sono dichiaratamente presentate come trascrizioni "stenografiche":
(Prefazione - trad. A. D'Andria)
Proprio per questa dichiarazione d'intenti, le Diatribe vanno comunemente sotto il nome di Epitteto stesso.

## Stile e fortuna
Lo stile di Arriano, solitamente attico come nella Anabasi (anche se non modellato completamente su quello del suo ispiratore Senofonte, cui è accomunabile in quanto letterato e militare, nonché per gli interessi superficialmente filosofici), è appena variato dallo ionico "erodoteo" della Indikè, anche se le due opere hanno in comune una ispirazione storico-etnografica e il metodo. Arriano, infatti, utilizza una metodologia che gli consenta di stabilire la verità storica a partire dal confronto dei testi di Tolomeo e Aristobulo, considerando del tutto veritieri i loro resoconti quando essi sono in accordo, ma, nel caso di una contraddizione, l’autore sceglie la versione da lui ritenuta più affidabile (πιστότερα) e, nel contempo, maggiormente degna di essere narrata (ἀξιαφηγητότερα). Arriano, dunque, passa in rassegna le varie opinioni che circolavano, ma conclude, anche nel capitolo finale, sempre con una riflessione personale.
La sua onestà intellettuale e lo stile elegante e medio gli valsero una notevole fortuna, testimoniata dal fatto che i manoscritti che ne conservano gli scritti sono più di un centinaio e numerose furono edizioni e traduzioni in Europa fin dal 1533, data della editio princeps dell’opera maggiore dello storico. 
Tuttavia, gli studiosi ottocenteschi furono meno clementi con lui, anche se non furono assenti giudizi positivi, come quelli di Theodor Bergk, che apprezzò Arriano sia per le sue qualità di storico che per la sua semplicità stilistica. Più forti e durature furono, tuttavia, le critiche, come quella di Wilhelm Christ, che non gli perdonò l’indulgenza nei confronti della natura tirannica di Alessandro e Wilamowitz, che, ponendosi su una linea già tracciata da Schwartz, fu ancora più energico nella condanna, in quanto, pur avendo notevole considerazione per l’impegno politico di Arriano, lo criticò pienamente sul piano letterario. 
Sono state le traduzioni della Anabasi di Alessandro di Brunt (pubblicata per la Loeb Classical Library, 1976–83) e quella tedesca di Wirth (1985), il commento all' Anabasi dello storico australiano Bosworth (1980–95) e lo studio complessivo sull'autore e sulle sue opere di Stadter (1980) a ridare, negli ultimi decenni, vigore alla ricerca su Arriano, fornendole dei saldi pilastri su cui basarsi e ampliando le ricerche relative a fonti, metodi e contesto delle opere arrianee.

### Edizioni critiche
- Flavius Arrianus, I. Anabasis Alexandri, Edidit A. G. Roos, Lepzig, Teubner, 1967.
- Flavius Arrianus, II. Scripta minora et fragmenta, eddiderunt A. G. Roos et G. Wirth, Leipzig, Teubner, 1968.

### Studi recenti su Arriano
- A. Tovar, Un nuevo epigrama griego de Cordoba: Arriano de Nicomedia, proconsul de Betica?, in Estudio sobre la obra de Americo Castro, Madrid, Lynch, 1971, pp. 403-412.
- P. A. Stadter, Arrian of Nicomedia, Chapel Hill, UNC Press, 1980
- A. B. Bosworth, From Arrian to Alexander. Studies in Historical Interpretation, Oxford, Clarendon Press, 1988.
- S. Follet, Arrien de Nicomedie, in Dictionnaire des Philosophes Antiques, a cura di R. Goullet, Paris, CNRS, 1989, vol. I.
- A. Oliva, Introduzione, in Arriano, L'India, Milano, BUR, 2000.
- F. Sisti, Introduzione, in Arriano, Anabasi di Alessandro, Milano, Mondadori/Valla, 2001, vol. I.
- C. Dognini, L'Indiké di Arriano: tre studi a confronto, in "Aevum. Rassegna di Scienze Storiche, Linguistiche e Filologiche", n. 1 (2002), pp. 113-122.
- S. Biello, Alessandro Magno tra Polis e Mondo in Arriano, Toronto, lulu.com, 2014.

### Edizioni italiane recenti delle opere di Arriano
- Flavio Arriano, Gli eventi dopo Alessandro, a cura di Anna Simonetti Agostinetti, Roma, L'Erma di Bretschneider, 1993.
- Arriano, L'India, saggio introduttivo di Dino Ambaglio, Introduzione, traduzione e note di Alessandra Oliva, Milano, BUR, 2000.
- Flavio Arriano, Anabasi di Alessandro, a cura di Francesco Sisti, Milano, Mondadori/Valla, 2001 (vol. 1), 2004 (vol. 2).
- Epitteto, Manuale di Epitteto, Introduzione e commento di Pierre Hadot, Torino, Einaudi, 2006.
- Stefano Belfiore, Il Periplo del Ponto Eusino di Arriano e altri testi sul mar Nero e il Bosforo. Spazio geografico, mito e dominio ai confini dell'Impero Romano, Testo greco a fronte, Venezia, Istituto Veneto di Scienze Lettere ed Arti, 2009.
- Lucio Flavio Arriano, L'arte tattica. Trattato di tecnica militare, a cura di Antonio Sestili, Roma, Aracne Editrice, 2011.
- Anna Busetto, La “sezione romana” della Tattica di Arriano. Introduzione, nuovo testo critico, traduzione e commento, Roma, Tab Edizioni, 2023.